# میریام چارلز
میریام چارلز یک فیلمساز هائیتیایی - کانادایی اهل مونترآل ، کبک کانادا است. او نخستین فیلم بلند خود را تحت عنوان این خانه (به فرانسوی Cette maison) در سال ۲۰۲۲ اکران نمود
بعدها این فیلم در لیست طولانی اتحادیه کارگردانان کانادا در سال ۲۰۲۲ جایزه اکتشاف ژان مارک والی  تحت عنوان دی جی سی قرار گرفت و بعد از آن در لیست ده نفر برتر این کشور در سال ۲۰۲۲ و در جشنواره بین المللی فیلم تورنتو قرار گرفت.

## زندگی

### شکل گیری
میریام چارلز در دانشگاه کنکوردیا در زمینه تولید فیلم تعلیم می‌یابد و بعد از آن او در سال ۲۰۰۹ به مدرک کارشناسی این رشته دست می یابد. بعدها میریام در طول سال های تحصیلاتش در دانشگاه، چندین فیلم ساز با ملیت های آفریقایی-آمریکایی همچون اسپایک لی و چارلز برنت را پیدا می کند.